# Farní sbor Českobratrské církve evangelické v Pečkách
Farní sbor Českobratrské církve evangelické v Pečkách je sborem Českobratrské církve evangelické v Pečkách. Sbor spadá pod Poděbradský seniorát.
Farářem sboru je Pavel Jun, kurátorkou Andrea Děkanová.

## Faráři sboru
- Jan Vladimír Šebesta (1919–1945)
- Štěpán Milan Pavlinec (1956–1969)
- Bohuslav Vik (1987–1994)
- Ladislav Beneš (1995–2000)
- Michal Hudcovic (2002–2005)
- Blahoslav Hájek (2009–2011)
- Pavel Jun (2018–)